# Centaurea montana
Il  fiordaliso montano  (nome scientifico  Centaurea montana  L., 1753) è una pianta erbacea, angiosperma dicotiledone, appartenente alla famiglia delle Asteraceae.

## Etimologia
Secondo la leggenda dell'Orto del centauro, toponimo del Pizzo Deta di San Vincenzo Valle Roveto (AQ), il nome del genere (Centaurea) sarebbe ispirato al mitologico centauro Chirone, che al contrario degli altri centauri aveva un'indole mite e saggia. A lui gli antichi attribuivano le più grandi virtù nella profezia e nella medicina e lo considerarono maestro di Esculapio, Ercole, Giasone, Castore e Polluce. Questa sua fama si ritrova anche in altri nomi di piante ritenute in gran conto, quali Centaurium erythraea e Opopanax chironium (forse la panacea degli antichi). L'epiteto specifico (montana) indica l'habitat tipico per questa specie.
Il nome scientifico della specie è stato definito da Linneo (1707 – 1778), conosciuto anche come Carl von Linné, biologo e scrittore svedese considerato il padre della moderna classificazione scientifica degli organismi viventi, nella pubblicazione "Species Plantarum - 2: 911" del 1753.

## Descrizione

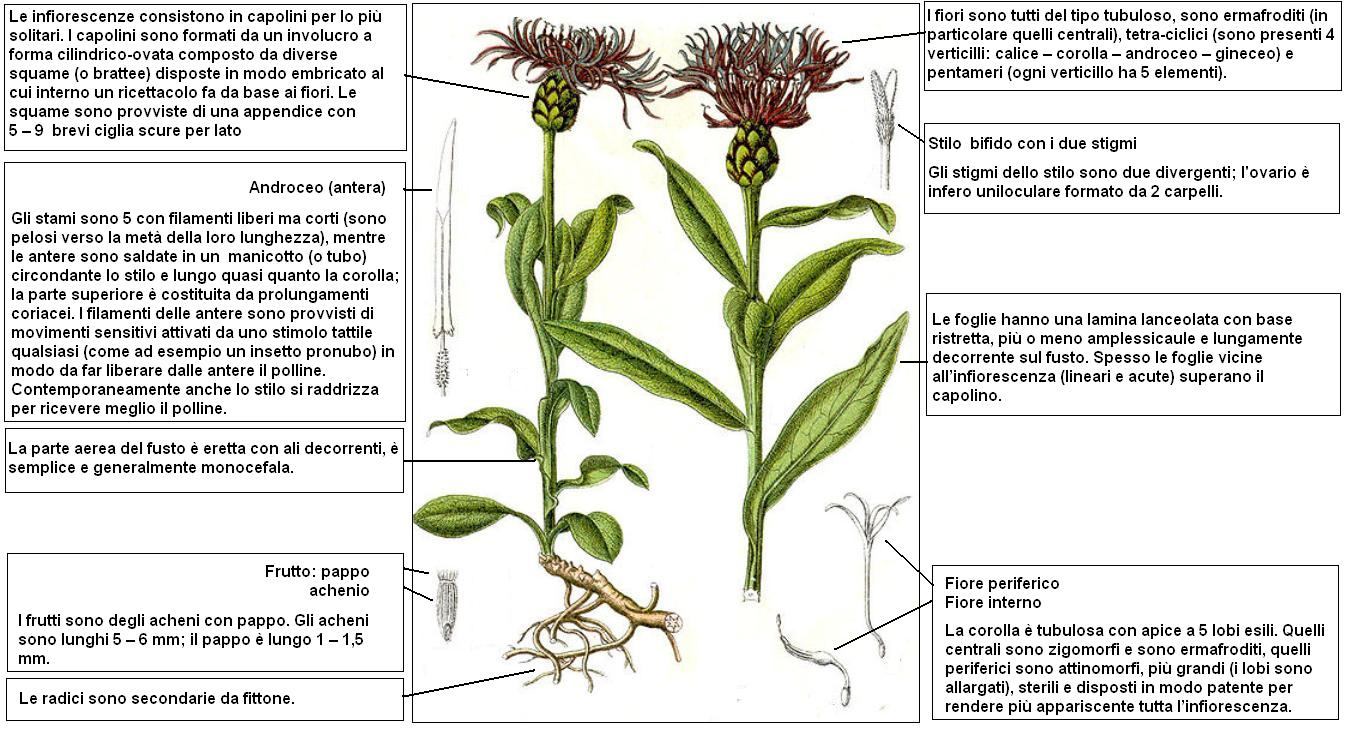
Descrizione delle parti della pianta

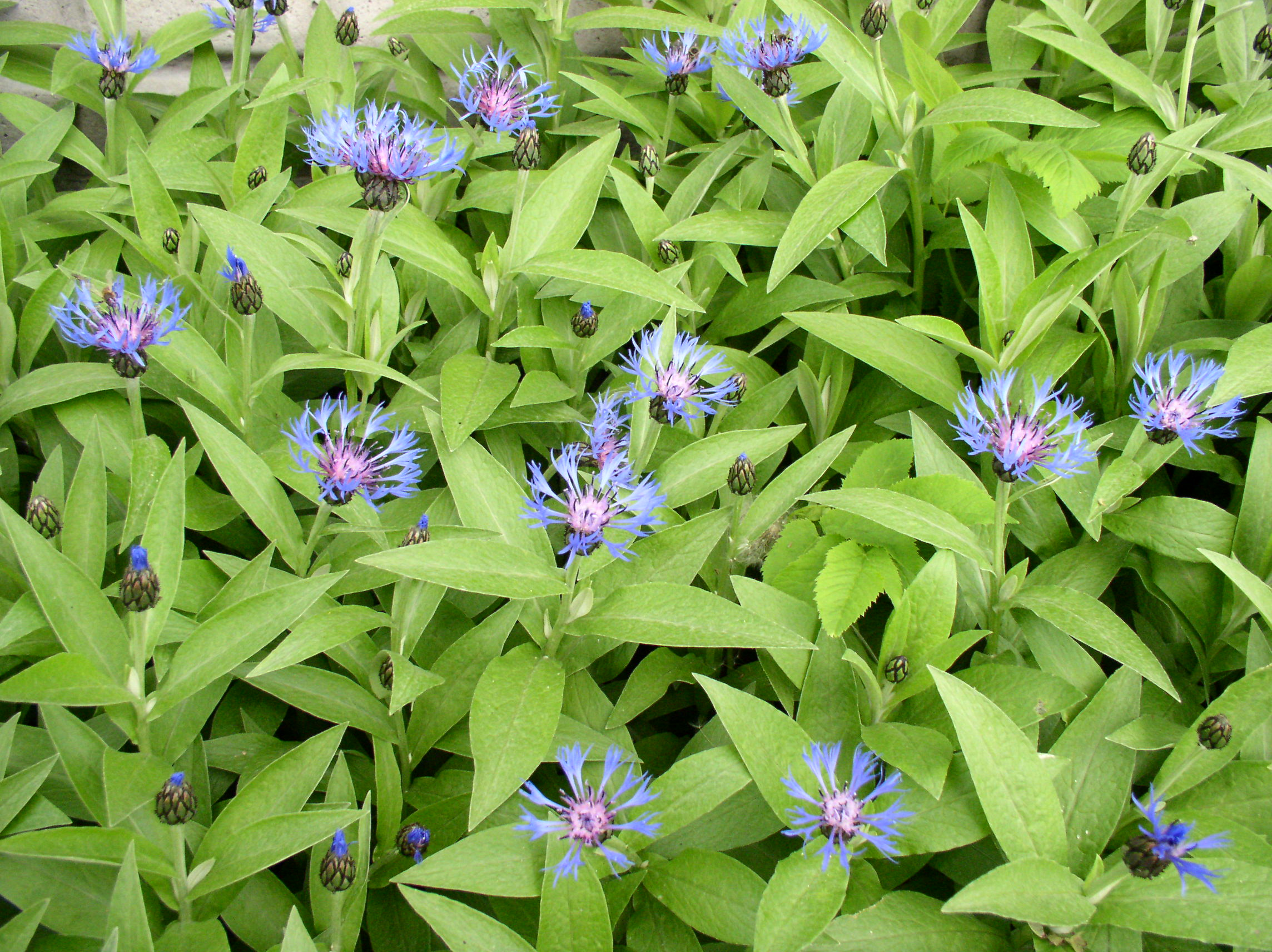
Il portamento

L'altezza di queste piante varia da 2 a 8 dm. La forma biologica è emicriptofita scaposa (H scap), ossia sono piante perenni, con gemme svernanti al livello del suolo e protette dalla lettiera o dalla neve, dotate di un asse fiorale eretto e spesso privo di foglie. Tutta la pianta è sparsamente pubescente per peli infeltriti biancastri misti a peli pluricellulari.

### Radici
Le radici sono secondarie dai rizomi. I rizomi sono striscianti (formano degli agglomerati espansi).

### Fusto
La parte aerea del fusto è eretta con ali decorrenti, è semplice e generalmente monocefala.

### Foglie

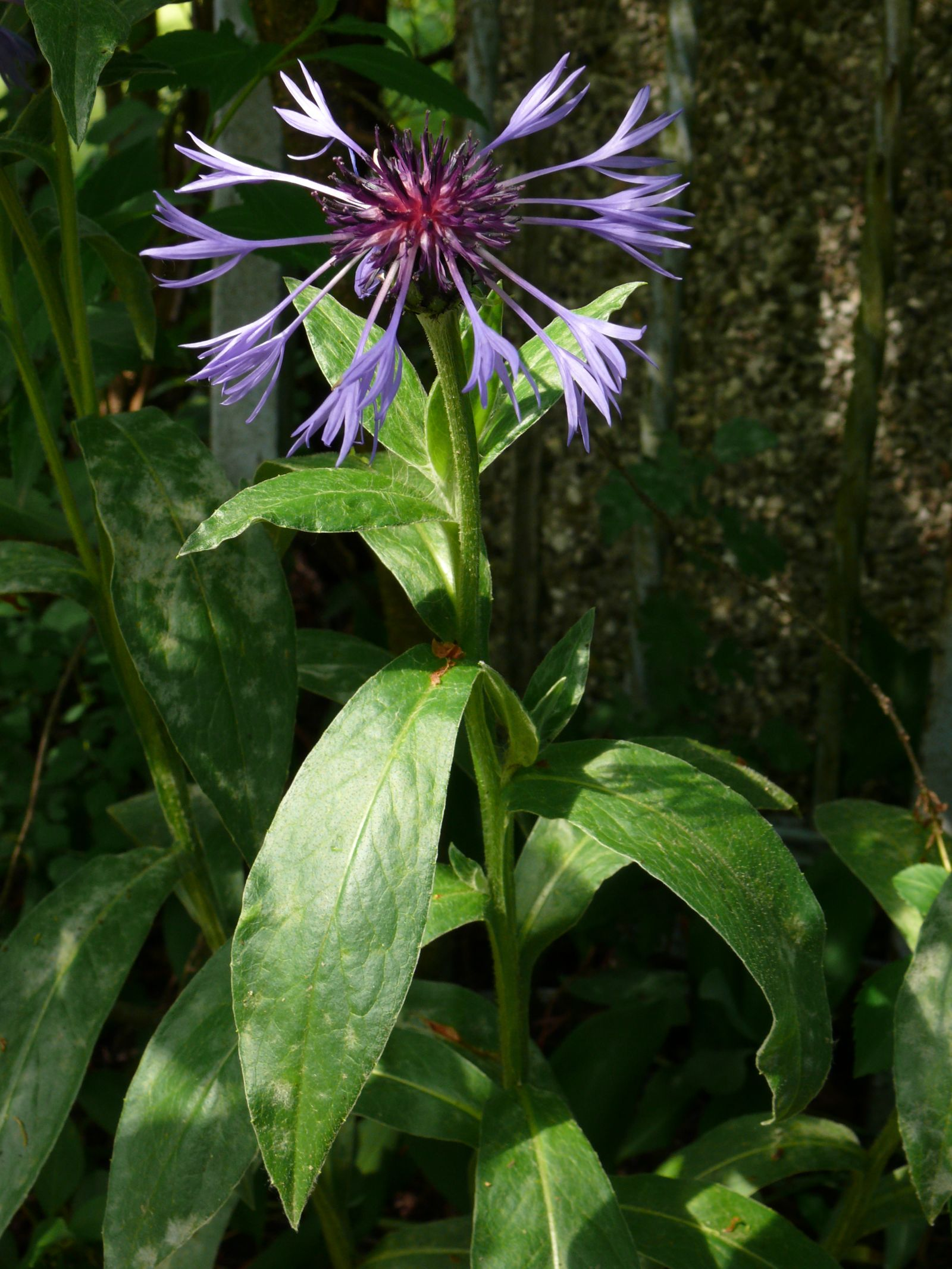
Le foglie

Le foglie hanno una lamina lanceolata indivisa con base ristretta, più o meno amplessicaule e lungamente decorrente sul fusto. Spesso le foglie vicine all'infiorescenza (lineari e acute) superano il capolino. Sono cotonose nella parte inferiore. Dimensione delle foglie: larghezza 3 – 4 cm; lunghezza 8 – 12 cm.

### Infiorescenza

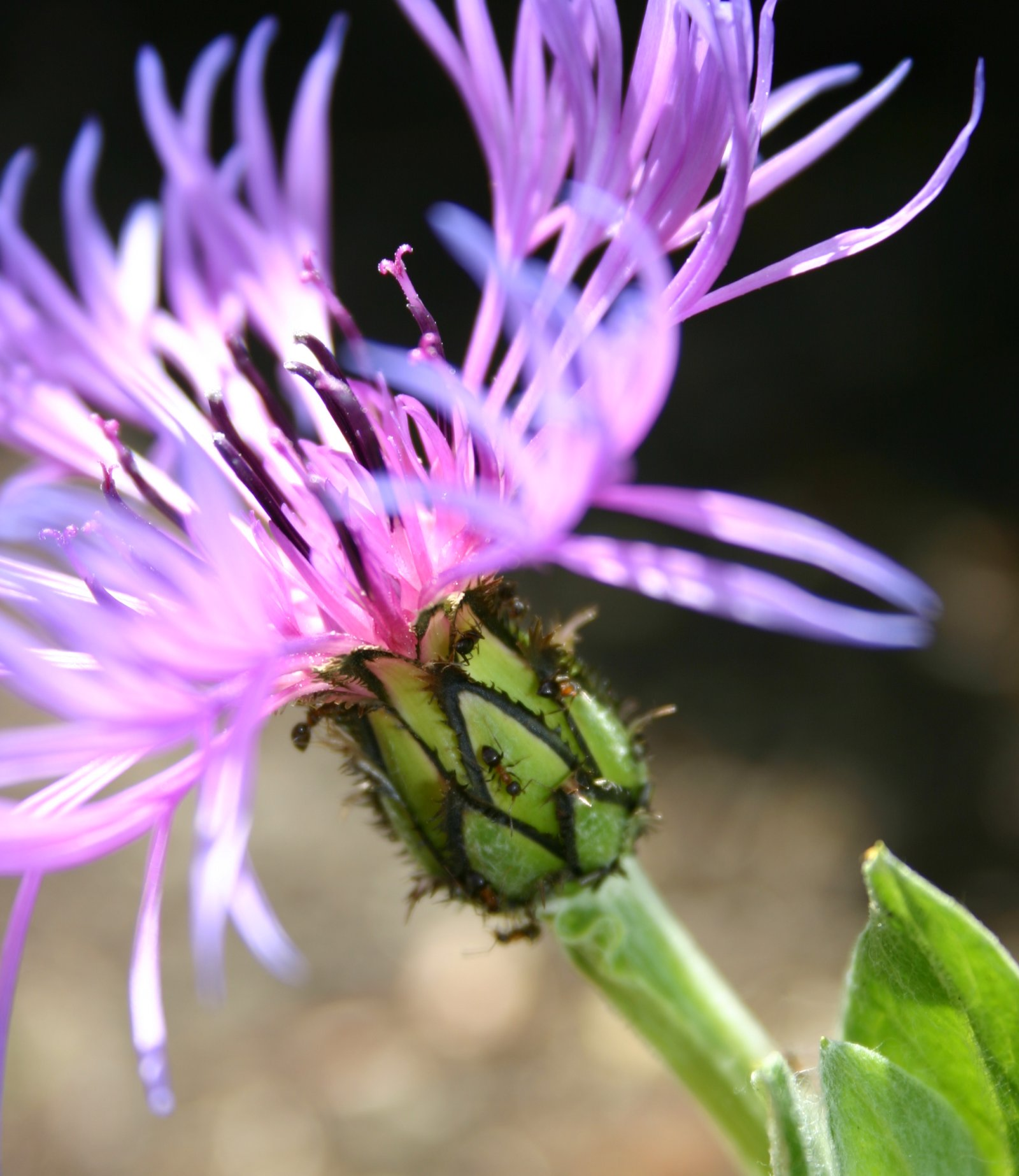
L’involucro

Le infiorescenze consistono in capolini per lo più solitari. I capolini sono formati da un involucro a forma ovoidale composto da diverse squame (o brattee) disposte in modo embricato al cui interno un ricettacolo fa da base ai fiori. Le brattee, colorate da verde a rossastro, sono provviste di un'appendice nera lacerata con diversi denti posizionati irregolarmente per lato (lunghezza dei denti 0,6 – 1,6 mm); i denti possono essere più larghi che stretti. Diametro dei capolini: 45 – 70 mm. Diametro dell'involucro: 10 – 18 mm.

### Fiore

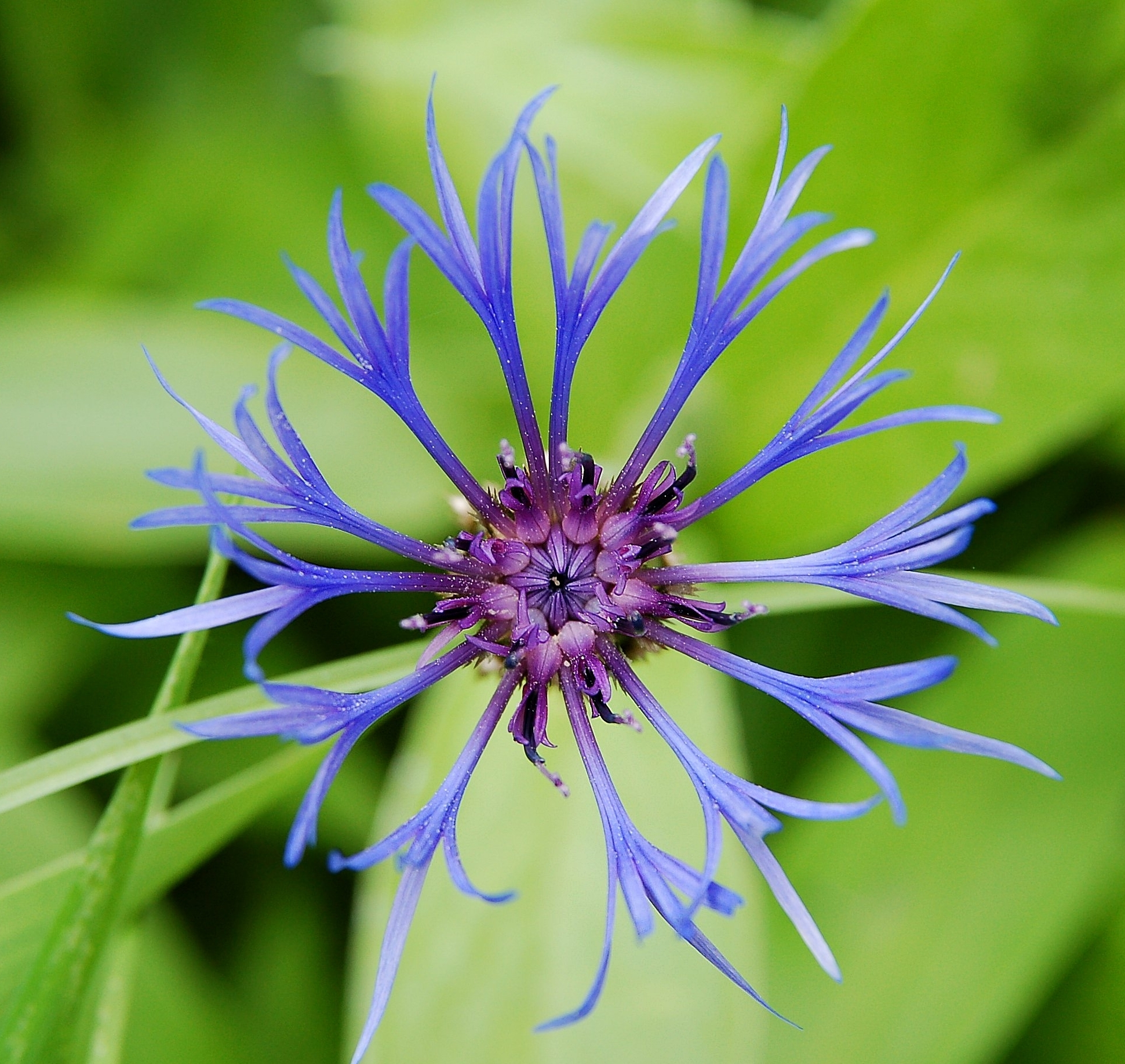
I fiori

I fiori sono tutti del tipo tubuloso (il tipo ligulato, i fiori del raggio, presente nella maggioranza delle Asteraceae,  qui è assente), sono ermafroditi (in particolare quelli centrali), tetra-ciclici (sono presenti 4 verticilli: calice – corolla – androceo – gineceo) e pentameri (ogni verticillo ha 5 elementi).
- Formula fiorale:

- /x K {\displaystyle \infty }, [C (5), A (5)], G 2 (infero), achenio

- Calice: i sepali del calice sono ridotti a una coroncina di squame.
- Corolla: la corolla è tubulosa con apice a 5 lobi esili ma profondamente intagliati. Quelli centrali sono zigomorfi e sono ermafroditi, quelli periferici sono attinomorfi, più grandi (i lobi sono allargati), sterili e disposti in modo patente per rendere più appariscente tutta l'infiorescenza.[3] Il colore del tubo (lungo 20 mm) è bianco-roseo, mentre le lacinie (lunghe 15 mm) sono azzurro-violette.
- Androceo: gli stami sono 5 con filamenti liberi ma corti (sono pelosi verso la metà della loro lunghezza), mentre le antere sono saldate in un manicotto (o tubo) circondante lo stilo e lungo quasi quanto la corolla; la parte superiore è costituita da prolungamenti coriacei.[14] I filamenti delle antere sono provvisti di movimenti sensitivi attivati da uno stimolo tattile qualsiasi (come ad esempio un insetto pronubo) in modo da far liberare dalle antere il polline. Contemporaneamente anche lo stilo si raddrizza per ricevere meglio il polline.[3]
- Gineceo: gli stigmi dello stilo sono due divergenti; l'ovario è infero uniloculare formato da 2 carpelli.[14]
- Antesi: da (maggio) giugno a luglio (agosto).

### Frutti
I frutti sono degli acheni con pappo. Gli acheni, pelosi, sono lunghi 5 – 6 mm; il pappo è lungo 1 – 1,5 mm.

## Biologia
- Impollinazione: l'impollinazione avviene tramite insetti (impollinazione entomogama tramite farfalle diurne e notturne).
- Riproduzione: la fecondazione avviene fondamentalmente tramite l'impollinazione dei fiori (vedi sopra).
- Dispersione: i semi (gli acheni) cadendo a terra sono successivamente dispersi soprattutto da insetti tipo formiche (disseminazione mirmecoria). In questo tipo di piante avviene anche un altro tipo di dispersione: zoocoria. Infatti gli uncini delle brattee dell'involucro si agganciano ai peli degli animali di passaggio disperdendo così anche su lunghe distanze i semi della pianta.

## Distribuzione e habitat

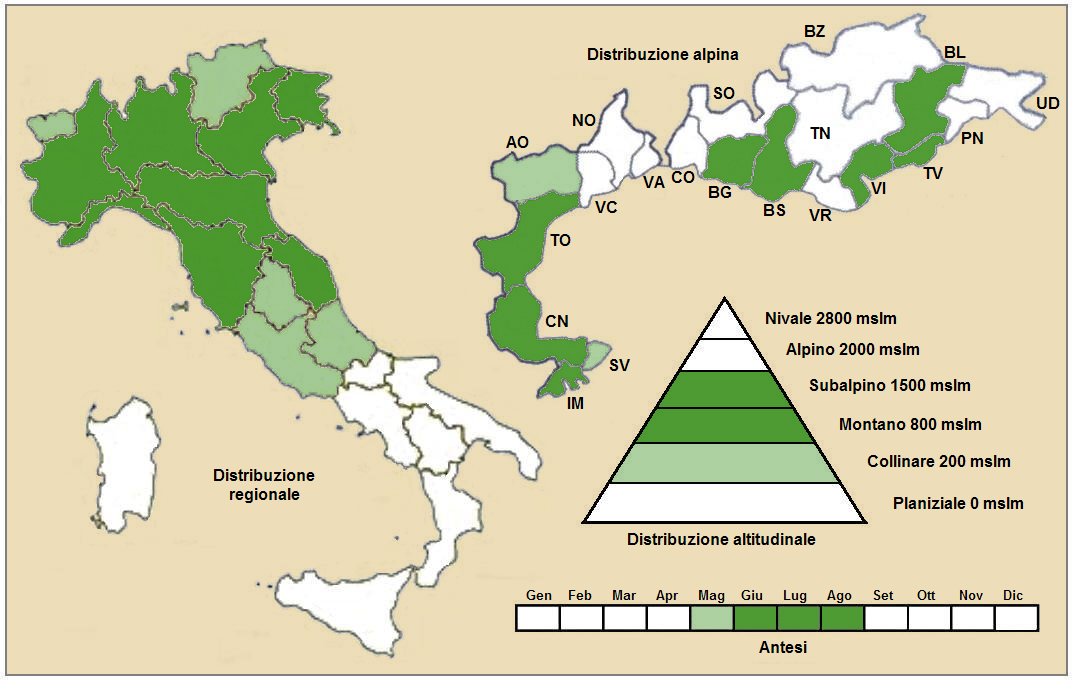
Distribuzione della pianta
(Distribuzione regionale – Distribuzione alpina)

- Geoelemento: il tipo corologico (area di origine) è Orofita – Centro Europeo.
- Distribuzione: in Italia questa specie è presente nelle Alpi e negli Appennini (fino all'Apromonte); è considerata specie rara. Fuori dai confini italiani, sempre nelle Alpi, è presente in Francia, Svizzera, Austria e Slovenia, mentre sui rilievi europei si trova nella Foresta Nera, Vosgi, Massiccio del Giura, Massiccio Centrale e Pirenei.[16]
- Habitat: l'habitat tipico per questa pianta sono le boscaglie, i cedui e i prati pingui; ma anche le praterie rase subalpine, anche rocciose, i margini erbacei, i megaforbieti, i popolamenti a felci, peccete, lariceti, abetine, faggete, betuleti, pino laricio silano e in ultimo anche coltivi ornamentali (soprattutto giardini rocciosi alpini). Il substrato preferito è sia calcareo che siliceo con pH basico, medi valori nutrizionali del terreno che deve essere mediamente umido.[16]
- Distribuzione altitudinale: sui rilievi queste piante si possono trovare da 300 fino a 1.900 m s.l.m.; frequentano quindi i seguenti piani vegetazionali: montano e subalpino oltre in parte a quello collinare.

### Fitosociologia

#### Areale alpino
Dal punto di vista fitosociologico alpino la specie di questa voce appartiene alla seguente comunità vegetale:
Formazione: delle comunità delle macro- e megaforbie terrestri
Classe: Mulgedio-Aconitetea
Ordine: Calamagrostietalia villosae
Alleanza: Calamagrostion arundinaceae

#### Areale italiano
Le comunità frequentate sono:
- Caricion austroalpinae: in questa cenosi C. monatana si rinviene tra l'erba alta e i prati.
- Origanetalia, Cephalanthero-Fagion e Tilio-Acerion: in questi ambienti la specie di questa voce predilige i margini dei boschi caducifoglio.
- Centaureo montanae-Fagetum: qui, soprattutto nell'Appennino settentrionale, è un specie caratteristica territoriale.

## Tassonomia
La famiglia di appartenenza di questa voce (Asteraceae o Compositae, nomen conservandum) probabilmente originaria del Sud America, è la più numerosa del mondo vegetale, comprende oltre 23.000 specie distribuite su 1.535 generi, oppure 22.750 specie e 1.530 generi secondo altre fonti (una delle checklist più aggiornata elenca fino a 1.679 generi). La famiglia attualmente (2021) è divisa in 16 sottofamiglie.
La tribù Cardueae (della sottofamiglia Carduoideae) a sua volta è suddivisa in 12 sottotribù (la sottotribù Centaureinae è una di queste).
Il genere Centaurea elenca oltre 700 specie distribuite in tutto il mondo, delle quali un centinaio sono presenti spontaneamente sul territorio italiano.
Nella "Flora d'Italia" di Sandro Pignatti questa specie è indicata come Cyanus montanus (L.) Hill.

### Filogenesi
La classificazione della sottotribù rimane ancora problematica e piena di incertezze. Il genere di questa voce è inserito nel gruppo tassonomico informale Centaurea Group formato dal solo genere Centaurea. La posizione filogenetica di questo gruppo nell'ambito della sottotribù è definita come il "core" della sottotribù; ossia è stato l'ultimo gruppo a divergere intorno ai 10 milioni di anni fa.
La specie di questa voce è inclusa nella sect. Cyanus del genere Centaurea. La Centaurea sect. Cyanus ha una origine orientale (probabilmente è nata da un ceppo caucasico o nord iraniano). Il gruppo è suddiviso in due sottosezioni: Cyanus a ciclo biologico annuale e Perennes a ciclo biologico perenne, entrambe sono monofiletiche e ben definite. I caratteri distintivi del gruppo (dal resto delle centauree) sono:
- il colore dei fiori è azzurro, azzurro-violetto o blu;
- le brattee involucrali sono prive di spine;
- le appendici delle brattee dell'involucro hanno un margine che decorre su entrambi i lati fino alla base.

Questo gruppo comprende le seguenti specie (relative alla flora spontanea italiana):
Subsect. Perennes:
- Centaurea axillaris Willd. (sinonimo = Cyanus nanus (Ten.) Pignatti et Iamonico)
- Centaurea montana L. (sinonimo = Cyanus montanus (L.) Hill)
- Centaurea triumfettii All. (sinonimo = Cyanus triumfettii (All.) Dostál ex Á.Löve & D.Löve)

Subsect. Cyanus:
- Centaurea cyanus L. (sinonimo = Cyanus segetum Hill)
- Centaurea depressa M.Bieb. (sinonimo = Cyanus depressus (M.Bieb.) Sojaò)

l cladogramma seguente, tratto dallo studio citato e semplificato, mostra una possibile configurazione filogenetica della sezione (relativamente alle specie della flora italiana).
|  | \| \| Centaurea axillaris \| \| \| \| \| \| Centaurea triumfettii \| \| \| \| |
|  |                                                                               |
|  | Centaurea montana                                                             |
|  |                                                                               |
|  | Centaurea axillaris                                                           |
|  |                                                                               |
|  | Centaurea triumfettii                                                         |
|  |                                                                               |

|  | Centaurea axillaris   |
|  |                       |
|  | Centaurea triumfettii |
|  |                       |

|  | \| \| Centaurea axillaris \| \| \| \| \| \| Centaurea triumfettii \| \| \| \| |
|  |                                                                               |
|  | Centaurea montana                                                             |
|  |                                                                               |
|  | Centaurea axillaris                                                           |
|  |                                                                               |
|  | Centaurea triumfettii                                                         |
|  |                                                                               |

|  | Centaurea axillaris   |
|  |                       |
|  | Centaurea triumfettii |
|  |                       |

|  | Centaurea cyanus   |
|  |                    |
|  | Centaurea depressa |
|  |                    |

|  | \| \| Centaurea axillaris \| \| \| \| \| \| Centaurea triumfettii \| \| \| \| |
|  |                                                                               |
|  | Centaurea montana                                                             |
|  |                                                                               |
|  | Centaurea axillaris                                                           |
|  |                                                                               |
|  | Centaurea triumfettii                                                         |
|  |                                                                               |

|  | Centaurea axillaris   |
|  |                       |
|  | Centaurea triumfettii |
|  |                       |

|  | \| \| Centaurea axillaris \| \| \| \| \| \| Centaurea triumfettii \| \| \| \| |
|  |                                                                               |
|  | Centaurea montana                                                             |
|  |                                                                               |
|  | Centaurea axillaris                                                           |
|  |                                                                               |
|  | Centaurea triumfettii                                                         |
|  |                                                                               |

|  | Centaurea axillaris   |
|  |                       |
|  | Centaurea triumfettii |
|  |                       |

|  | Centaurea cyanus   |
|  |                    |
|  | Centaurea depressa |
|  |                    |

Il numero cromosomico di C. montana è: 2n = 44.

### Sinonimi e nomi obsoleti
Questa entità ha avuto nel tempo diverse nomenclature. L'elenco seguente indica alcuni tra i sinonimi più frequenti:
- Centaurea angustifolia Mill.
- Centaurea carpathica  Geners.
- Centaurea caucasica  M.Bieb. ex DC.
- Centaurea chlorantha  Adams ex Ledeb.
- Centaurea graminifolia  Pourr. ex Willk. & Lange
- Centaurea leucantha  Web. & Mohr
- Centaurea montana var. pradensis  O.Bolòs & Vigo
- Centaurea serrata  Kitt.
- Centaurea seusana  Benth.
- Cyanus angustifolius  (Mill.) Soják
- Cyanus montanus  Hill
- Jacea alata  Lam.
- Setachna montana  Dulac

### Specie simili
La specie Centaurea triumfetti è molto simile a quella di questa voce. Le due specie si distinguono per le seguenti caratteristiche:
- C. triumfetti: il fusto è ramificato nella zona apicale; l'infiorescenza si compone di 1 - 4 capolini: le appendici delle brattee dell'involucro esterne sono brunastre e sono dentate in modo regolare (i denti laterali sono più lunghi che larghi)

## Usi

### Farmacia
Secondo la medicina popolare la centaurea montana ha le seguenti proprietà curative:
- antitosse;
- astringenti (limita la secrezione dei liquidi);
- diuretica (facilita il rilascio dell'urina);
- emmenagoga (regola il flusso mestruale);
- oftalmica (facilità il flusso del sangue agli occhi e quindi rafforza la resistenza alle infezioni);
- purgativa;
- tonica (rafforza l'organismo in generale).

## Altre notizie
La  centaurea montana  in altre lingue è chiamata nei seguenti modi:
- (DE)  Berg-Flockenblume
- (FR)  Centaurée des montagnes
- (EN)  Perennial Cornflower